# James Allen (senator)
James Browning Allen, född 28 december 1912 i Gadsden, Alabama, död 1 juni 1978 i Gulf Shores, Alabama, var en amerikansk demokratisk politiker. Han representerade delstaten Alabama i USA:s senat från 3 januari 1969 fram till sin död.
Allen studerade vid University of Alabama. Han arbetade som advokat i Gadsden och deltog i andra världskriget. Han var viceguvernör i Alabama 1951-1955 och 1963-1967. Allen invaldes i senaten i  1968 års kongressval och omvaldes 1974. Han var en av de mest konservativa demokrater i senaten och en aktiv motståndare till 1977 års Panamakanalfördrag som möjliggjorde överlåtandet av Panamakanalzonen tillbaka till Panama.
Allens grav finns på Forrest Cemetery i Gadsden. Guvernör George Wallace tillkännagav 6 juni 1978 utnämningen av Allens änka Maryon Pittman Allen till senaten fram till fyllnadsvalet senare samma år.